# Muhsin Al Redha Misbah
Muhsin Al Redha Misbah (Kuala Selangor, 23 juli 1997) is een Maleisisch wielrenner die tot en met juni 2023 reed voor Team Sapura Cycling.

## Carrière
In 2017 nam Misbah deel aan de wegwedstrijd voor beloften op de Aziatische kampioenschappen, die hij niet uitreed. Later dat jaar startte hij in de achtdaagse Ronde van Korea, waarin hij op de zeventiende plek in het jongerenklassement eindigde. In 2017 maakte hij de overstap van NSC-Mycron naar Team Sapura Cycling. Namens die ploeg nam hij onder meer deel aan de Ronde van Asturië en de Ronde van Castilië en León, die hij beide niet uitreed. In de Ronde van Flores werd hij zesde in de vijfde etappe. In de laatste etappe verloor hij vijf plaatsen in het algemeen klassement: hij werd twintigste op meer dan een half uur van winnaar Thomas Lebas.

## Overwinningen
2019
 Maleisisch nationaal kampioen tijdrijden, Beloften
 Maleisisch nationaal kampioen tijdrijden, Elite
2022
 Maleisisch nationaal kampioen tijdrijden, Elite

## Ploegen
- 2016 –  NSC-Mycron
- 2017 –  Team Sapura Cycling
- 2018 –  Team Sapura Cycling
- 2019 –  Team Sapura Cycling
- 2020 –  Team Sapura Cycling
- 2021 –  Team Sapura Cycling
- 2022 –  Team Sapura Cycling
- 2023 –  Team Sapura Cycling (tot 30-06)

Abdul Halil · Azman · Cahyadi · Ewart · Misbah · Niño · Othman · Page · Pérez · Saharil · Vogt · Zakaria · Zariff